# Chrysopilus philippinus
Chrysopilus philippinus är en tvåvingeart som beskrevs av Frey 1954. Chrysopilus philippinus ingår i släktet Chrysopilus och familjen snäppflugor. Inga underarter finns listade i Catalogue of Life.